# Луций Касий Лонгин Равила
Луций Касий Лонгин Равила (на латински: Lucius Cassius Longinus Ravilla) e политик на Римската република през 2 век пр.н.е.

## Биография
Произлиза от плебейската фамилия Касии, клон Лонгин. Син е на Квинт Касий Лонгин (консул 164 пр.н.е.).
През 137 пр.н.е. е народен трибун и прокарва закона lex Cassia Tabellaria. През 127 пр.н.е. е избран за консул заедно с Луций Корнелий Цина.
От 125 пр.н.е. е цензор заедно с Гней Сервилий Цепион. Те построяват акведукт Аква Тепула (Aqua Tepula) в Рим.